# То (психоанализа)
Вижте пояснителната страница за други значения на То.
То или себе (от себе си) е понятие, използвано в психоанализата за неосъзната част на психиката, свързана с удоволствието и нагона.

## История на понятието
Това е термин, въведен в психоанализата за първи път от Георг Гродек и веднага, още през 1923, възприет от Зигмунд Фройд. Впоследствие Фройд доразвива понятието, включва го в триадата, изграждаща личността, и значително се отдалечава от първоначалното значение, вложено от Гродек. С това понятие Фройд обозначава едно от трите нива на личността – То, Аз и Свръх-Аз. Тази част от егото олицетворява вродените инстинкти и се подчинява на принципа на удоволствието.
Това е импулсивната, неосъзната част на човешката психика, която не признава норми (забрани или изисквания), нито реалност (време и пространство) и е движена само от принципа на удоволствието и непосредственото, безпрекословно удовлетворение на биологичните потребности.
Често е в конфликт със Свръх-Аза, център на нормите и ценностите, наложени от средата, обществото или моралните изисквания. Свръх-азът цензурира, ограничава и потиска импулсивните нагони на себе-то.

## Функция
Тази част от психичното е резултат от:
- вродения и наследствен капитал, сбор от най-общите черти на вида (сексуалност, агресивност)
- и потискането на импулсите от индивида, които не са се реализирали и се появяват отново по друг начин.
- То-то има главната функция да налага неотложните нужди на индивида като глад, жажда, сексуалното желание. С нарастването на тези желания Свръх-Азът отстъпва водещата позиция в човешкото съзнание на животинското, което знае как да си набави това което му е нужно. Примерно с нарастването на глада (след ден-два) се загърбват всякакви социални норми и правила и инстинктът за самосъхранение казва:"Искам да ям!". Което е съхранителна функция за набавяне на крайно необходимите условия за живот.

## То и невроза
Основата на невротичните разстройства фройдистите виждат в конфликта между себе-то и Свръх-егото. В психичния апарат като „свръх-аз“ се означава привнесеното от социалната и културна среда и в частност от родителските образци и модели чувство за вина и наказание.
Тази „репресивна“ инстанция регулира в зрелия живот поведенията, съобразени със социално приемливия морал. Третата инстанция – на Егото – се оформя през петата-шестата година от индивидуалното развитие.
Егото, или зрелият Аз, е обусловен от Едиповата ситуация в семейството и нейното преодоляване. В него, казано образно, се „съдържат“ т.нар. психични защитни механизми. Всяка личност борави с определен индивидуален набор от такива защитни механизми. Част от тях са примитивни, други са невротични и незрели, и най-сетне се отработват и зрелите механизми на психична защита.
Взаимоотношенията между трите структури на личността могат да се опишат най-общо по следния начин. То иска, Свръх-азът забранява и от това страда Азът. Тоест, когато се появи някакво инстинктивно желание у човека, то влиза в противоречие с овътрешностените норми, съдържащи се в Свръх-аза, и Аз-ът трябва да намери някакво решение, съобразено и с двете позиции, които са принципът на удоволствието и принципът на нравствеността.
Доста често обаче Азът не се справя в адекватното потискане на желанията поради незрялост на защитните механизми. Тогава непреработената нагонна енергия може да обуслови засилване на вътрепсихичното напрежение, дължащо се на натрупаното неудовлетворение.
Така се създават предпоставки за възникване на невроза.